# Piotr Jedziniak
Piotr Jan Jedziniak – polski chemik i toksykolog, profesor Państwowego Instytutu Weterynaryjnego – Państwowego Instytutu Badawczego w Puławach.

## Życiorys
Po ukończeniu studiów i uzyskaniu stopnia magistra chemii na Uniwersytecie Marii Curie-Skłodowskiej rozpoczął studia doktoranckie w PIWet-PIB w Puławach. W 2006 roku obronił pracę doktorską Dobór metod oznaczania i badania nad występowaniem pozostałości niesteroidowych leków przeciwzapalnych w mleku krowim, napisaną pod kierunkiem prof. Teresy Szprengier-Juszkiewicz. Następnie podjął zatrudnienie w instytucie, początkowo na stanowisku specjalisty, a następnie adiunkta. W 2014 roku habilitował się na podstawie rozprawy Oznaczanie pozostałości niesteroidowych leków przeciwzapalnych w żywności pochodzenia zwierzęcego z wykorzystaniem tandemowej spektrometrii mas.

## Działalność naukowa
Zainteresowania dotyczą analizy chemiczno-toksykologicznej żywności pochodzenia zwierzęcego. Pełni funkcję zastępcy członka Zarządu Europejskiego Urzędu ds. Bezpieczeństwa Żywności (EFSA). Współtworzył wstępny raport dotyczący Katastrofy ekologicznej na Odrze w 2022 roku.